# Sebastian Hübner

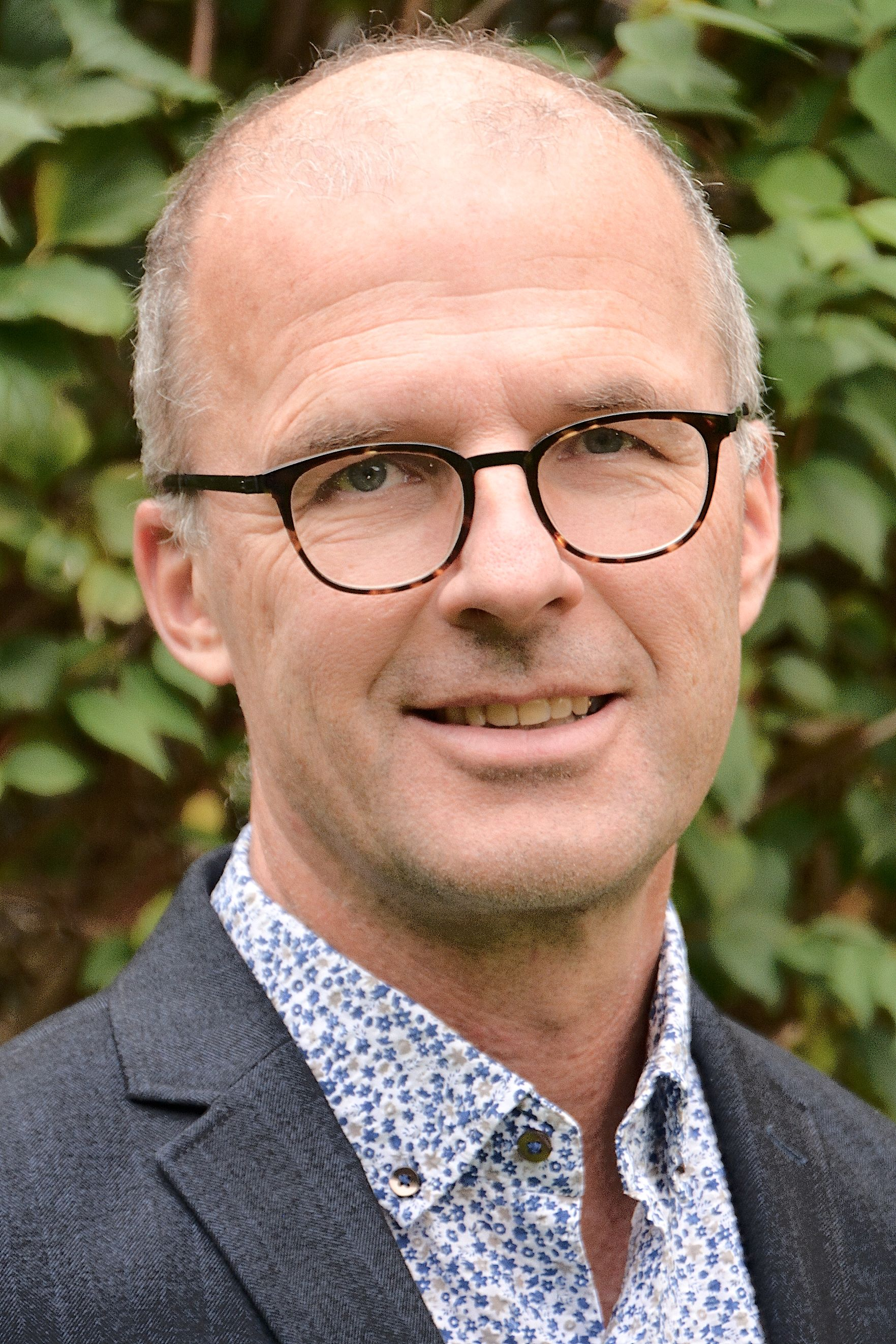
Sebastian Hübner (2020)

Sebastian Hübner (* 1964 in Heidelberg) ist ein deutscher Sänger (Tenor), Chorleiter und Hochschullehrer.

## Leben
Sebastian Hübner wurde in Heidelberg als Sohn des Kirchenmusikers Erich Hübner und der Tierärztin Dorothee Hübner geboren. Er besuchte das humanistische Kurfürst-Friedrich-Gymnasium und lernte in seiner Jugend Geige, Bratsche, Gitarre und Klavier. In Füssen/Allgäu machte er eine Ausbildung zum Geigenbauer in der Werkstatt von Geigenbaumeister Pierre Chaubert. Er studierte Gesang an der Musikhochschule Stuttgart und der Musikhochschule Mannheim bei Georg Jelden, Alejandro Ramirez, Gerd Türk sowie privat bei Albrecht Ostertag.
Als Konzert-, Lied- und Opernsänger führten ihn Engagements unter anderem als Interpret Neuer Musik an die Oper Frankfurt, das Nationaltheater Mannheim und zur Biennale München. Er arbeitete hier unter anderem mit den Dirigenten Sylvain Cambreling, Jonathan Nott, Frank Ollu, Johannes Kalitzke und Walter Nussbaum. Als Bach-Interpret gastierte er u. a. in Peking, Novosibirsk, Warschau und Jerusalem.
Mit dem Pianisten und Liedbegleiter Kristian Nyquist verbindet ihn eine langjährige Zusammenarbeit. Auf Einladung der Richard-Wagner-Gesellschaft konzertierten er mit Nyquist 2018 mit Schuberts Winterreise u. a. im Mannheimer Rosengarten.
2001 bis 2006 unterrichtete Sebastian Hübner Gesang an der Musikhochschule Frankfurt. An der Hochschule für Kirchenmusik Heidelberg lehrt er seit 1998, er leitet dort eine Gesangsklasse und das Seminar für Lied- und Oratoriengestaltung. 2015 wurde er zum Honorarprofessor ernannt.
Hübner leitet zudem den evangelischen Kirchenchor Handschuhsheim und seit 2019 den Kammerchor Bruchsal.
Er hat drei Söhne und lebt in Heidelberg.

## Diskografie
- Arnold Mendelssohn, Geistliche Chormusik op. 90. Berliner Vokalensemble, Bernd Stegmann (Cantate; 1998)
- Fly Cheerful Voices. I Ciarlatani, Klaus Winkler (Christophorus; 1998)
- Georg Philipp Telemann: Matthäuspassion (1746). Rheinische Kantorei, Hermann Max (Capriccio/WDR; 1999)
- Justin Heinrich Knecht: Chorwerke/Magnificat. Tritonus Junger Kammerchor, Ralf Klotz (HouseMaster Records; 1999)
- Georg Forster: Teutsche Liedlein. I Ciarlatani, Klaus Winkler (Christophorus; 2000)
- Giovanni Rovetta: Vespro Solenne. Cantus Cölln, Konrad Junghänel (Harmonia Mundi; 2001)
- Orpheus Eccleseasticus. Arsatius Consort, Albert Frey (MPV; 2002)
- Sigmund Theophil Staden: Seelewig. I Ciarlatani, Klaus Winkler (cpo/SWR; 2003)
- Helmut Lachenmann: NUN. Ensemble Modern Orchestra, Schola Heidelberg, Markus Stenz (Ensemble Modern Medien/hr2; 2005)
- Louis Lewandowski: 18 Liturgische Psalmen. Evangelische Jugendkantorei der Pfalz, Jochen Steuerwald (2007)
- Nigel Osborne: Naturtöne/Abschied (2008) für sechs Stimmen, Schola Heidelberg, Leitung: Walter Nussbaum. In: Wittener Tage für Neue Kammermusik. Doku-CD 2008. (Kulturforum Witten/WDR3; 2008)[4]
- Ungesehen und Unerhört. Schola Heidelberg, Walter Nussbaum (Verlag Das Wunderhorn; 2014)
- Parole e Testi. Schola Heidelberg, Walter Nussbaum (Divox/hr2-Kultur; 2019)
- Die Zeit nunmehr vorhanden ist. Schola Heidelberg, Walter Nussbaum (Christophorus; 2020)
- Vom Himmel hoch, da komm ich her. Weihnachtskonzerte aus Leipzig: Schelle, Knüpfer und Kuhnau. Kammerchor der Christuskirche, l’arpa festante, Peter Gortner. (Christophorus/SWR2; 2020)